# Geschiedenis van de Republiek India

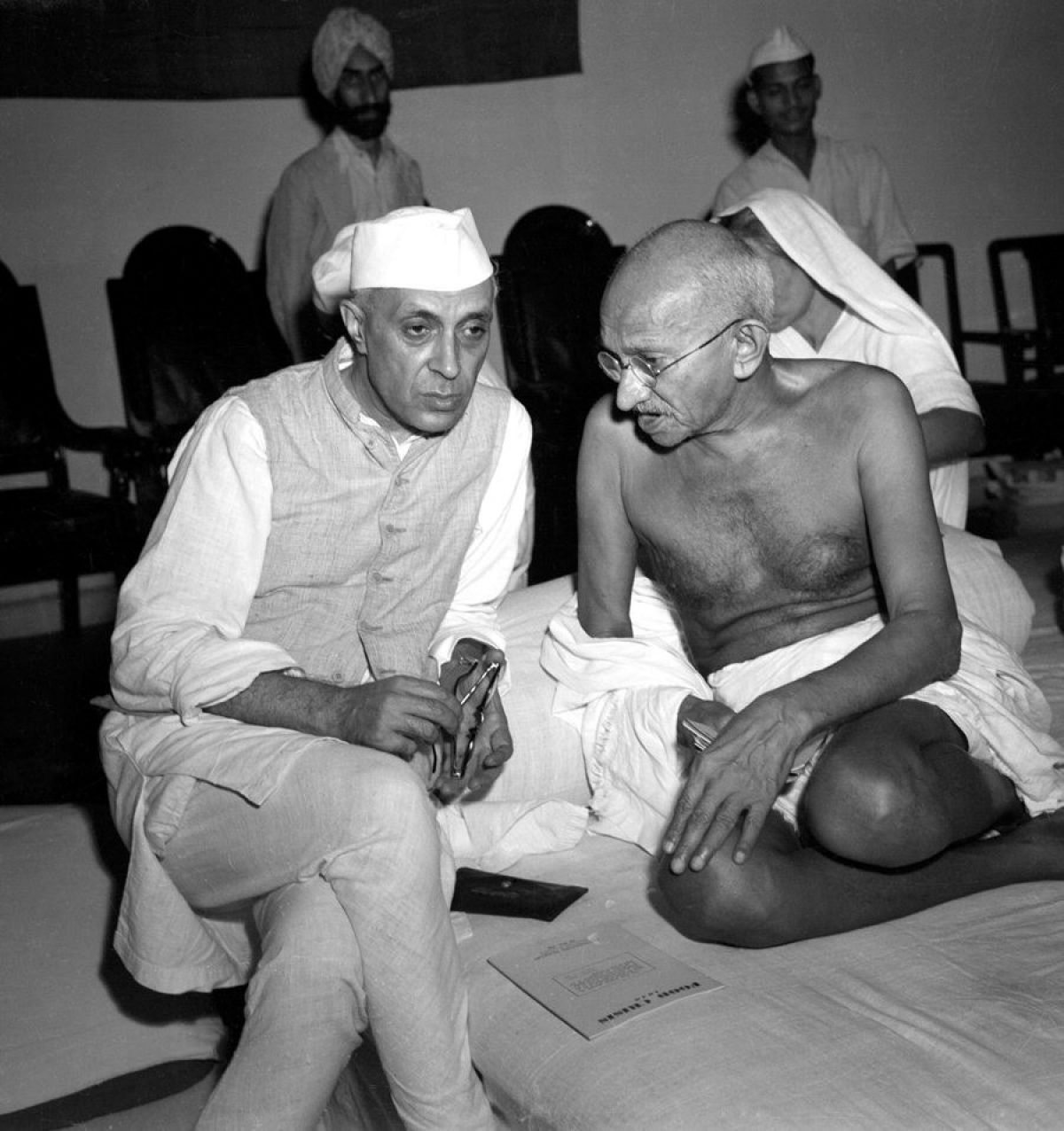
Nehru (links) en Gandhi (rechts) in 1942

De geschiedenis van de Republiek India begon op 15 augustus 1947 toen India een onafhankelijk dominion werd binnen het Britse Gemenebest. Op datzelfde moment werd het door moslims gedomineerde noordwesten en oosten van Brits-Indië afgescheiden om het dominion van Pakistan te vormen. Louis Mountbatten en later Chakravarti Rajagopalachari waren gouverneur-generaal, grondwettelijk de vervanger van het staatshoofd. Jawaharlal Nehru werd de eerste minister-president van India en Sardar Vallabhbhai Patel werd de eerste vicepremier en minister van Binnenlandse Zaken.
Staatshoofd van India bleef formeel de Britse koning George VI al verloor deze de titel "Keizer van India". Op de Onafhankelijkheidsmedaille van India is het wapen van India gekroond. Om het rad staan de titels van de Britse koningen, maar voor het eerst zonder de toevoeging "Ind. Imp." voor "Indiæ Imperator". De koning en de Britse regering werden door Nehru niet meer betrokken bij het bestuur van India. Het Dominion India was niet meer dan een overgangsfase naar de republiek.

## Jawaharlal Nehru (1947-1964)
De eerste jaren van het onafhankelijke India werden gekenmerkt door woelige gebeurtenissen; een massale bevolkingsuitwisseling met Pakistan, de Eerste Kasjmiroorlog met Pakistan in 1947 en 1948, en de integratie van meer dan vijfhonderd vorstenlanden om een verenigde natie te kunnen vormen.

### Nasleep van de deling
Een geschat aantal van 3,5 miljoen hindoes en sikhs uit West-Punjab, de Noordwestelijke Grensprovincie, Beloetsjistan, Oost-Bengalen en Sindh migreerden naar India uit angst voor overheersing en onderdrukking in het islamitische Pakistan. Communaal geweld zorgde voor een geschatte één miljoen doden onder hindoes, moslims en sikhs, en ontwrichtte langs de Punjaabse en Bengaalse grenzen, en in de steden Calcutta, Delhi en Lahore, ernstig de beide dominions. Het geweld was rond begin september van dat jaar tot een einde gekomen, als gevolg van de inspanningen van Indiase en Pakistaanse leiders en speciaal door de inspanningen van Mahatma Gandhi, de leider van de Indiase vrijheidsstrijd, die een hongerstaking in Calcutta en later in Delhi onderging om mensen te kalmeren en om de vrede te benadrukken, ondanks gevaar voor eigen leven. Beide regeringen bouwden grote vluchtelingenkampen voor binnenkomende en vertrekkende vluchtelingen en het Indiase leger werd gemobiliseerd om op grote schaal humanitaire assistentie te verlenen. De moordaanslag op Mahatma Gandhi op 30 januari 1948 was een grote tegenslag voor de nog jonge natie. Gandhi werd in New Delhi vermoord door Nathuram Godse, een radicale hindoe die waarschijnlijk banden had met hindoenationalistische bewegingen, die Gandhi verantwoordelijk hielden voor de deling van India en verzoening met de moslims. Meer dan een miljoen mensen gingen in Delhi de straat op om de crematiestoet te volgen en om hun laatste eer aan Gandhi te bewijzen.
In 1949 registreerde India bijna een miljoen hindoevluchtelingen, die vanuit het bij Pakistan horende Oost-Bengalen naar West-Bengalen en andere Indiase staten vluchtten. Dit is als gevolg van communaal geweld, intimidatie en onderdrukking door de Pakistaanse autoriteiten. De toestand van de vluchtelingen maakte de Indiase hindoes en nationalisten woedend, en het aantal vluchtelingen putte de middelen van de Indiase staten uit, voor wie het niet mogelijk was om de vluchtelingen op te nemen. Zonder een oorlog uit te sluiten, nodigden minister-president Nehru en minister Sardar Patel, de Pakistaanse minister-president Liaquat Ali Khan uit voor overleg in Delhi. Hoewel veel Indiërs dit als een verzoening zagen, ondertekende Nehru een verdrag met Liaquat Ali Khan, waarin beide landen zich verplichtten om hun minderheden te beschermen en om commissies voor minderheden op te richten. Ofschoon Patel tegen deze overeenkomst was, besloot hij toch achter het verdrag te gaan staan ten behoeve van de vrede en speelde hij een belangrijke rol in het vergaren van steun in West-Bengalen en de rest van India, en in de uitvoering van het verdrag. Khan en Nehru ondertekenden ook een handelsverdrag en ze beloofden elkaar om de geschillen tussen beide landen met vreedzame middelen op te lossen. Geleidelijk aan keerden honderdduizenden hindoes terug naar Oost-Bengalen, maar de ontdooide relaties duurden niet lang, wat vooral te wijten was aan het geschil om Jammu en Kasjmir.

### De integratie van de unie
Brits-Indië bestond uit zeventien provincies en enkele honderden vorstenlanden. De provincies werden aan India òf Pakistan toebedeeld, in sommige gevallen, in het bijzonder de Punjab en Bengalen, nadat ze eerst waren opgedeeld. De vorsten van de vorstenlanden kregen echter het recht om onafhankelijk te blijven of om zich aan te sluiten bij een van de twee naties. Aldus kregen de Indiase leiders het uitzicht op een erfenis van een natie, verdeeld tussen uit de middeleeuwen stammende vorstendommen en door koloniale mogendheden gecreëerde provincies. Onder leiding van de minister van Binnenlandse Zaken Sardar Vallabhbhai Patel begon de Indiase regering met politieke onderhandelingen met deze vorstenlanden, ondersteund met de mogelijkheid om militair in te grijpen, waar in enkele gevallen ook gebruik van werd gemaakt.
Er waren drie staten waarvan het moeilijker bleek te zijn om ze in de unie te integreren, dan andere staten:
1. Junagadh: Hoewel in dit kleine vorstenland vrijwel alleen hindoes woonden, werd de staat toch toegevoegd aan Pakistan. Een volksraadpleging in december 1947 resulteerde echter in een 99% overwinning voor aansluiting bij India, waardoor de controversiële toetreding tot Pakistan werd geannuleerd.
2. Hyderabad: Nadat de onderhandelingen met de Nizam waren mislukt, gaf Patel het Indiase leger het bevel om de regering van de Nizam af te zetten. Dit gebeurde tussen 13 en 17 september 1948 in "operatie polo". De staat werd dat jaar daarop verenigd met de rest van India.
3. Het gebied van Jammu en Kasjmir in het uiterste noorden van het subcontinent werd al snel een bron van controverse, wat resulteerde in de uitbraak van de Eerste Kasjmiroorlog met Pakistan in 1948 en 1949. Uiteindelijk werd er onder toezicht van de Verenigde Naties een wapenstilstand gesloten waarna India de zeggenschap kreeg over iets minder dan vijftig procent van het gebied.

### Grondwet
De Constituerende Vergadering nam op 26 november 1949 de Grondwet van India aan. Deze grondwet was opgesteld door een comité onder leiding van B.R. Ambedkar. India werd een federale, democratische republiek, nadat de grondwet op 26 januari 1950 van kracht werd. Rajendra Prasad werd de eerste president van India.

### Regering Nehru (1952-1964)
In 1952 werden de eerste landelijke verkiezingen gehouden. De opkomst was meer dan zestig procent en de Congrespartij kreeg een overweldigende meerderheid en Jawaharlal Nehru kon daardoor aan zijn tweede termijn als minister-president beginnen. President Prasad werd door het kiescollege van het eerste Parlement van India (de Sansad) ook voor een tweede termijn verkozen.
Minister-president Nehru leidde de Congrespartij naar grote verkiezingsoverwinningen in 1957 en 1962. Het parlement keurde uitgebreide hervormingen goed, die de rechtsgelijkheid van vrouwen in de hindoemaatschappij moesten verbeteren en die voor strengere wetten tegen kastendiscriminatie zorgde.
Nehru pleitte ervoor dat Indiase kinderen een volledige lagereschoolopleiding kregen en duizenden scholen en andere onderwijsinstellingen werden hiervoor opgericht. Nehru pleitte ook voor een socialistische economie, met geen belasting voor Indiase boeren, minimumloon en voordelen voor handarbeiders, en de nationalisatie van zware industrieën. Een uitgebreide campagne voor openbare werken en industrialisatie resulteerde in de bouw van grote stuwdammen, irrigatiekanalen, wegen en waterkrachtcentrales.

### Reorganisatie van de staten
De hongerstaking van Potti Sreeramulu en zijn hierdoor veroorzaakte dood, ten behoeve van de oprichting van de staat Andhra in 1953, veroorzaakte een grote verandering in de indeling van de staten. Nehru stelde de "States Reorganization Commission" (Nederlands: Commissie voor de reorganisatie van staten) in, op wier aanbeveling de "States Reorganization Act" (Nederlands: Wet voor de reorganisatie van staten) in 1956 werd aangenomen.
Oude staten werden opgeheven en nieuwe staten werden opgericht langs taalkundige en etnische lijnen. De afscheiding van Kerala en de Telugu sprekende gebieden van de staat Madras, zorgde voor de uitsluitend Tamil sprekende staat Tamil Nadu. Op 1 mei 1960 werden uit de staat Bombay, de staten Maharashtra en Gujarat gecreëerd. De creatie van de uitsluitend Punjabi sprekende staat Punjab vond plaats na een lange strijd op 1 november 1966.

### Buitenlandse politiek en militaire conflicten
Nehru's buitenlandse politiek was de inspiratie voor de Organisatie van Niet-gebonden Landen, waarvan India de medeoprichter was. Nehru onderhield vriendschappelijke relaties met de Verenigde Staten én de Sovjet-Unie. Tijdens de Suezcrisis in 1956, was India, samen met Indonesië, Sri Lanka en de Sovjet-Unie, tegen militaire acties tegen Egypte. India was tegen de opdeling van Palestina en de invasie van de Sinaï door Israël, het Verenigd Koninkrijk en Frankrijk, maar liet niet blijken tegen de Chinese bezetting van Tibet en de Sovjetinval in Hongarije te zijn.
Hoewel Nehru ontkende dat India nucleaire ambities had, hielpen Canada en Frankrijk India met de ontwikkeling van kerncentrales. India sloot in 1960 een overeenkomst met Pakistan betreffende het eerlijk delen van het water van de zeven rivieren die de beide landen met elkaar delen. Nehru had Pakistan in 1953 bezocht, maar in verband met de politieke onrust op dat moment in Pakistan, was er geen voortgang gemaakt betreffende het geschil om Jammu en Kasjmir.
In 1961, na aanhoudende verzoeken voor een vreedzame overdracht, viel India de Portugese kolonie Goa binnen en annexeerde het.
In 1962 voerden China en India de korte Chinees-Indiase Oorlog, die ging over de grens tussen beide landen in de Himalaya. De oorlog was een zware nederlaag voor India en leidde ertoe dat India zich meer ging bewapenen en de banden met de Verenigde Staten meer ging aanhalen. Terwijl China zich terugtrok uit de bezette gebieden in het noordoostelijke Arunachal Pradesh, bleef het Aksai Chin in het Jammu en Kasjmir-gebied bezetten. China betwist India's bestuur over Arunachal Pradesh en tot recent nog over Sikkim.
India had in totaal vier oorlogen en militaire conflicten met rivaal Pakistan, waarvan een in 1965. Tijdens deze Tweede Kasjmiroorlog viel India Pakistan op meerdere fronten aan, na pogingen van Pakistaanse troepen om het door India gecontroleerde deel van Jammu en Kasjmir te infiltreren. De oorlog eindigde met een patstelling en enkele kleine tactische overwinningen van India.
Jawaharlal Nehru overleed op 27 mei 1964. Lal Bahadur Shastri volgde hem op als minister-president. Na de Tweede Kasjmiroorlog met Pakistan in 1965 was er geen definitieve overeenkomst over of verandering van de grenzen in het Jammu en Kasjmir-gebied. De Tasjkent-overeenkomst werd op 10 januari 1966 ondertekend na bemiddeling van de Sovjet-Unie, echter Shastri overleed de avond na het ondertekenen van de overeenkomst in Tasjkent.

## Indira Gandhi (1966-1984)
Een verkiezing voor het leiderschap binnen de Congrespartij resulteerde in een overwinning voor Indira Gandhi, de dochter van Nehru, die hiervoor minister van Informatie en Media was geweest, waardoor zij de derde minister-president van India werd. Ze versloeg Morarji Desai, de leider van de rechtervleugel binnen de partij. De Congrespartij verloor tijdens de landelijke verkiezingen van 1967, maar behield wel haar meerderheid in het parlement. Redenen voor het verlies waren de onvrede over de stijgende prijzen van goederen, de werkloosheid, economische stagnatie en een voedselcrisis. Indira Gandhi begon haar regeringsperiode met enkele impopulaire maatregelen. Ze ging akkoord met de devaluatie van de Indiase roepie, wat moeilijkheden creëerde voor Indiase bedrijven en consumenten, en de import van graan vanuit de Verenigde Staten mislukte in verband met politieke onenigheden. Morarji Desai kwam als vicepremier en minister van Financiën in de regering van Indira Gandhi, en probeerde samen met oudere leden van de Congrespartij de macht van haar te beperken. Na echter het advies van haar politieke adviseur Haksar, ging ze meer een duidelijk socialistisch beleid voeren. Ze maakte met succes een einde aan de privileges voor de voormalige Indiase adel en trotseerde de top van de Congrespartij, betreffende de nationalisatie van India's banken. Hoewel dit op tegenstand van Desai en de zakenwereld kwam te staan, was het beleid populair onder het volk. Toen leden van de Congrespartij haar probeerden weg te krijgen door haar partijlidmaatschap op te schorten, werd Indira Gandhi's macht verzekerd met een grote uittocht van parlementsleden naar haar eigen Congrespartij (Congress (R)). Het bolwerk van de Indiase vrijheidsstrijd, de "Congrespartij" splitste in 1969 in een linkervleugel en een rechtervleugel, respectievelijk de Congress (R) of New Congress en de Congress (O) of Old Congress. Indira bleef met haar nieuwe Congrespartij met een zeer kleine meerderheid regeren.

### Jaren zeventig

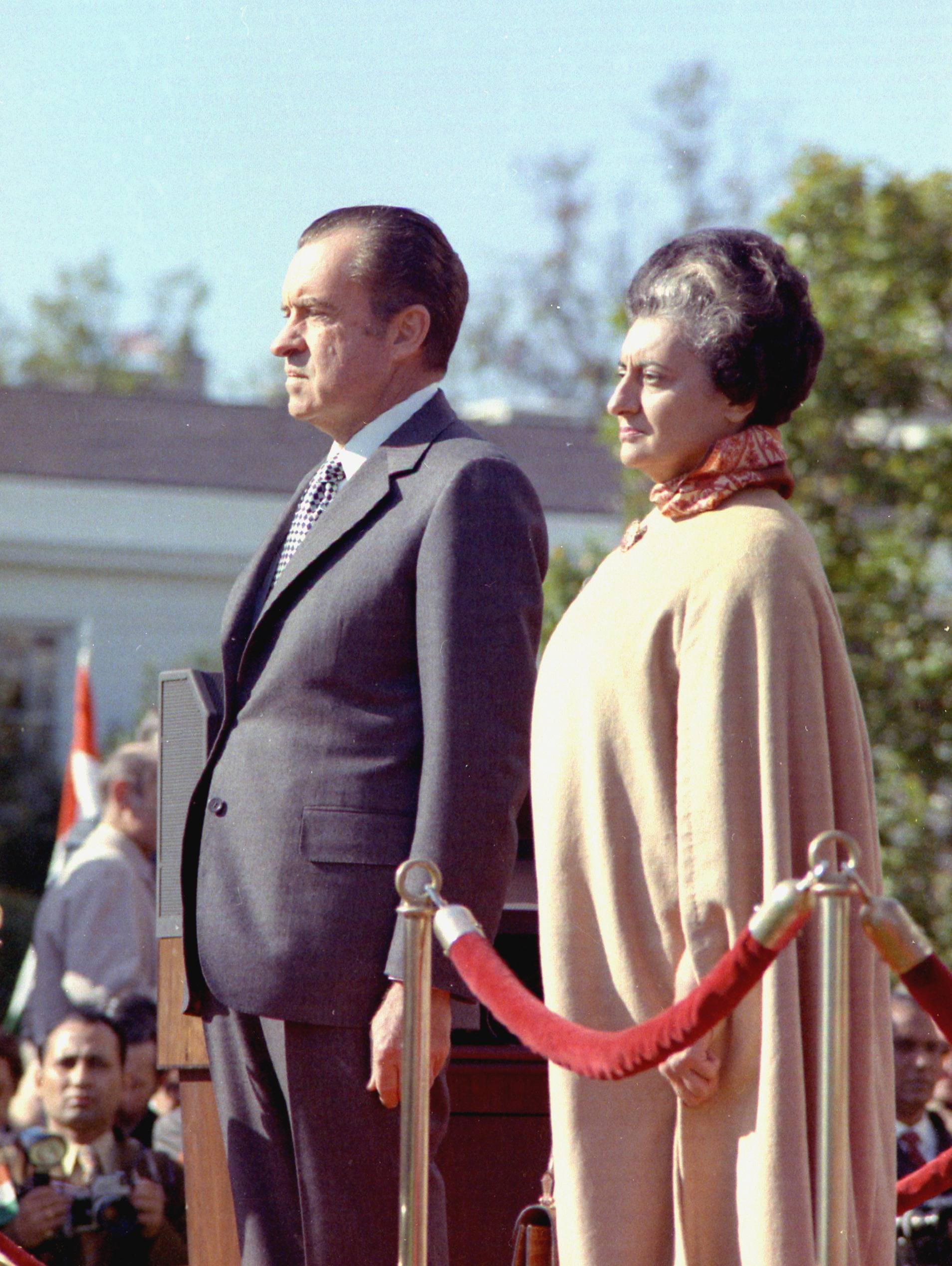
Nixon (rechts) en Indira Gandhi (links) in 1971

Door een overwinning van haar Congress (R) tijdens de landelijke parlementsverkiezingen in 1971 bleef Indira Gandhi aan de macht met een sterk vergrote meerderheid. De banken werden genationaliseerd en veel ander socialistisch-economisch en industrieel beleid werd bepaald.
In 1971 mengde India zich in de Bevrijdingsoorlog van Bangladesh, nadat miljoenen Bengalen Oost-Pakistan waren ontvlucht, uit angst voor vervolgingen van het Pakistaanse leger. Tijdens de laatste dertien dagen van de oorlog vonden er ook oorlogshandelingen plaats op de westgrens van India. Dat deel van de oorlog wordt de Indo-Pakistaanse Oorlog van 1971 genoemd. De oorlog eindigde op 16 december dat jaar, na de massale overgave van het Pakistaanse leger. De oorlog resulteerde in de onafhankelijkheid van Oost-Pakistan, onder de naam Bangladesh, en de stijging van de populariteit van Indira Gandhi tot grote hoogte.
De betrekkingen met de Verenigde Staten kwamen meer onder spanning te staan en India ondertekende een vriendschapsverdrag voor twintig jaar met de Sovjet-Unie, waarmee India nadrukkelijk voor de eerste keer de niet-gebondenheid verliet. In 1974 testte India voor het eerst een kernwapen in de woestijn van Rajasthan. Ondertussen werd er in Sikkim, een Indiaas protectoraat, een referendum gehouden voor de officiële aansluiting bij India. Het referendum resulteerde in de wens om zich aan te sluiten bij India en om de Chögyal af te zetten. Op 26 april 1975 werd Sikkim de 21e staat van India.

### De Groene revolutie en Operatie Vloed
Het bevolkingsaantal van India passeerde de half miljard in het begin van de jaren zeventig, maar de al lang bestaande voedselcrisis werd opgelost door een sterk verhoogde landbouwproductiviteit als gevolg van de Groene revolutie. De Indiase overheid ondersteunde moderne landbouwtechnieken, nieuwe variëteiten van veel gebruikte gewassen en verhoogde de financiële steun aan de boeren, hierdoor steeg de opbrengst van voedingsgewassen, zoals die van graan, rijst en maïs, en tevens van commerciële gewassen, zoals die van katoen, thee, tabak en koffie. De stijgende landbouwproductiviteit breidde zich uit over de Indus-Gangesvlakte en de Punjab.
Onder Operatie Vloed moedigde de regering de melkproductie aan, die sterk werd vergroot en de omstandigheden voor het melkvee in heel India verbeterde. Dit zorgde er allemaal voor dat India zelfvoorzienend werd betreffende het voeden van zijn eigen bevolking, waardoor er een eind kwam aan twee decennia van voedselimporten.

### Noodtoestand
Economische en sociale problemen, alsmede beschuldigingen van corruptie, zorgden voor toenemende politieke onrust in heel India, wat zijn hoogtepunt bereikte in de Biharbeweging. In 1974 vond het Hooggerechtshof van Allahabad Indira Gandhi schuldig aan misbruik van overheidsmiddelen voor verkiezingsdoeleinden. De oppositiepartijen organiseerden landelijke stakingen en demonstraties die het onmiddellijke ontslag van Indira Gandhi eisten. Verschillende politieke partijen verenigden zich onder Jaya Prakash Narayan om tegenstand te bieden tegen, wat Narayan "mevrouw Gandhi's dictatuur" noemde. Stakingen onder leiding van Narayan verlamden de Indiase economie en het bestuur, en Narayan riep het leger op om Indira Gandhi af te zetten.
In 1975 riep president Fakhruddin Ali Ahmed, op advies van Gandhi de noodtoestand uit, waardoor de centrale overheid haar macht kon herstellen om de orde in India te handhaven. Gandhi schortte vele burgerlijke vrijheden op en stelde verkiezingen op landelijk en staatsniveau uit, met als reden de ordeproblemen en de dreiging voor de nationale veiligheid. Regeringen van staten waar niet de Congrespartij in zat werden weggestuurd en oppositieleiders en activisten werden gevangengenomen. Stakingen en demonstraties werden onwettig verklaard.
India's economie profiteerde van het einde van de stakingen en de politieke onrust. Indira Gandhi kondigde een twintigpuntenprogramma aan die de landbouw- en industriële productie verbeterden, en de economische groei, productiviteit en aantal banen liet stijgen. Vele overheidsorganen en vele politici van de Congrespartij werden beschuldigd van corruptie en autoritair gedrag. Politieambtenaren werden beschuldigd van het arresteren en martelen van onschuldige mensen. Indira's zoon en politieke adviseur Sanjay Gandhi werd beschuldigd van het begaan van grote fouten. Hij werd beschuldigd omdat de minister van Gezondheid onder dwang vasectomie bij mannen en sterilisatie bij vrouwen liet uitvoeren in het kader van een plan om de bevolkingsgroei onder controle te krijgen. Daarnaast werd hij beschuldigd van de opdracht om een krottenwijk in Delhi met de grond gelijk te maken, waardoor een onbekend aantal mensen de dood vond en een groot aantal dakloos werd.

### Janata-onderbreking
Op 23 januari 1977 schreef Indira Gandhi nieuwe verkiezingen uit voor maart en liet ze alle politieke gevangenen vrij. De noodtoestand werd officieel beëindigd op 23 maart 1977. Gandhi verloor deze verkiezingen echter op dramatische wijze van de Janatapartij, een breed verbond van oppositiepartijen. Morarji Desai werd hierop de eerste minister-president die niet van de Congrespartij was. De regering-Desai richtte tribunalen op om onderzoek te laten plegen naar machtsmisbruik ten tijde van de noodtoestand en Indira en Sanjay Gandhi werden gearresteerd na een rapportage van de Shah-commissie, een onderzoekscommissie. In 1979 viel de coalitie echter uit elkaar en Charan Singh van de nieuwe Janatapartij vormde een interim-regering. De Janatapartij was erg impopulair geworden in verband met de aanklachten tegen Indira Gandhi, die nog steeds op sympathie van de bevolking kon rekenen, en dat het leek alsof Janata geen oplossingen had voor de grote landelijke problemen, zoals armoede, analfabetisme en economische stagnatie.

### De jaren tachtig
Indira Gandhi en haar Congrespartij (Congress (I)) kwam opnieuw aan de macht na een grote verkiezingsoverwinning in 1980, waarbij de Congrespartij een grote meerderheid in het parlement bemachtigde. Het groter worden van een oproer in de Punjab zal echter de veiligheid van India in gevaar brengen. In Assam waren er vele gevallen van communaal geweld tussen de oorspronkelijke inwoners en vluchtelingen uit Bangladesh, en migranten uit andere delen van India. Nadat Indiase troepen tijdens Operatie Blue Star, de gouden tempel hadden bestormd waarin zich Khalistan-militanten hadden verschanst, brachten de burgerslachtoffers en de beschadigingen aan de tempel zeer veel onrust en spanningen teweeg onder de sikh-gemeenschap in heel India. De regering maakte gebruik van grote politieacties om acties van militanten de kop in te drukken, maar het resulteerde in vele gevallen van schending van burgerlijke vrijheden. Het noordoosten van India was ondertussen verlamd door het conflict tussen de ULFA en de regeringstroepen. Op 31 oktober 1984 werd minister-president Indira Gandhi in New Delhi vermoord door twee van haar eigen sikh-lijfwachten, waarop er in Delhi en delen van de Punjab op grote schaal communaal geweld uitbarstte, waardoor duizenden de dood vonden, en ook grote plunderingen, brandstichtingen en verkrachtingen plaatsvonden. Onderzoek van de overheid heeft de oorzaak van al het geweld nog niet kunnen achterhalen en de daders zijn ook niet gestraft, maar onder het volk gaan verhalen de ronde dat leiders van de Congrespartij de aanvallen op sikhs in Delhi hebben aangesticht.

## Rajiv Gandhi (1984-1989)
De Congrespartij koos Rajiv Gandhi, de oudste zoon van Indira Gandhi, als de volgende minister-president. Rajiv Gandhi zat nog maar sinds 1982 in het parlement en was met zijn leeftijd van veertig jaar, de jongste landelijke politieke leider en minister-president ooit. Zijn jonge leeftijd en zijn onervarenheid was echter een voordeel in de ogen van burgers die genoeg hadden van de inefficiëntie en corruptie van carrièrepolitici, en die zochten naar een nieuw beleid en een frisse start om de al lang bestaande problemen van India op te kunnen lossen. Het parlement werd ontbonden en tijdens de daaropvolgende verkiezingen, behaalde Rajiv Gandhi, met 450 zetels van totaal 545 zetels, de grootste meerderheid uit de geschiedenis van de Congrespartij.
Rajiv Gandhi voerde een aantal hervormingen door; de wetgeving voor het opzetten van nieuwe bedrijven werd versoepeld (Licence Ray) en overheidsbeperkingen op buitenlandse valuta, reizen, buitenlandse investeringen en de import, werden aanzienlijk verminderd. Hierdoor werd het privéondernemingen toegestaan om middelen te gebruiken en commerciële producten te produceren zonder bemoeienis van de overheid en de toevloed van buitenlandse investeringen vergrootte India's nationale reserves. Als minister-president brak Rajiv Gandhi met zijn moeders buitenlandse beleid en verbeterde hij de relaties met de Verenigde Staten, wat de economische steun en wetenschappelijke samenwerking vergrootte. De aanmoediging van Rajiv Gandhi op wetenschappelijk en technologisch gebied zorgde voor groei van de telecommunicatiesector, uitbreiding van het Indiase ruimtevaartprogramma en het ontstaan van de software- en IT-sector.
In 1987 bemiddelde India bij een overeenkomst tussen de regering van Sri Lanka en de Tamiltijgers. Rajiv Gandhi stuurde troepen om de naleving van deze overeenkomst af te dwingen en om de Tamil-rebellen te ontwapenen, maar de Indiase Vredesmacht (IPKF), zoals het bekendstond, raakte verstrikt in de geweldsuitbarstingen, waardoor ze uiteindelijk tegen de Tamiltijgers zelf aan het vechten waren en een doelwit werden van aanvallen van Sri Lankaanse nationalisten. Rajiv Gandhi's opvolger V.P. Singh zal de Indiase Vredesmacht in 1990 terugtrekken, maar duizenden Indiase soldaten waren toen al gesneuveld.
Rajiv Gandhi's afscheid van socialistisch beleid viel niet in goede aarde onder de gewone bevolking, die namelijk niet profiteerde van de vernieuwingen. Werkloosheid was een serieus probleem en India's sterk groeiende bevolking zorgde voor een stijgende behoefte aan de slinkende hoeveelheid bestaansmiddelen. Het imago van Rajiv Gandhi als een eerlijke politicus, hij had in de pers de bijnaam Mr. Clean, werd geruïneerd door het Bofors-schandaal, toen aan het licht kwam dat enkele hoge regeringsmedewerkers smeergeld hadden aangenomen van een Zweedse wapenproducent.

### Janata Dal
Tijdens de verkiezingen van 1989 bleef de Congrespartij van Rajiv Gandhi weliswaar de grootste partij, maar het was een zeer grote nederlaag vergeleken met de absolute meerderheid die hem in 1984 in het zadel hielp. De macht ging naar de voormalige minister van Financiën en Defensie V.P. Singh. Singh was onder Rajiv Gandhi overgeplaatst van het ministerie van Financiën naar het ministerie van Defensie nadat hij enkele belastingschandalen onder rijke topindustriëlen aan het licht had gebracht, waardoor de Congrespartij in verlegenheid werd gebracht. Singh bracht daarna het Bofors-schandaal aan het licht en werd uit de regering en de partij gezet. Hij werd een populaire voorstander van hervormingen en een corruptievrije overheid en leidde de Janata Dal-coalitie naar een meerderheid. Hij werd gesteund door de BJP en de Left Front, een verbond van linkse, meestal communistische partijen. Nadat hij minister-president was geworden bracht hij een belangrijk bezoek aan de gouden tempel in Amritsar om de wonden uit het verleden te helen. Hij begon met het uitvoeren van de aanbevelingen van de commissie-Mandal, om de sociale en economische achterstand van hindoes uit de lagere kasten te verkleinen. De BJP was tegen deze maatregelen en stapte uit de coalitie, waarna Singh ontslag nam als minister-president. Chandra Shekhar vormde hierna een factie binnen de Janata Dal en vormde een nieuwe regering, gesteund door Rajiv Gandhi's Congrespartij. Deze nieuwe regering viel echter ook binnen een jaar, nadat de Congrespartij haar steun had ingetrokken.

## Jaren negentig
Op 21 mei 1991 werd, tijdens een verkiezingscampagne voor de Congrespartij in Tamil Nadu, Rajiv Gandhi en vele anderen door een vrouwelijke zelfmoordterrorist van de Tamiltijgers om het leven gebracht.
In de daaropvolgende verkiezingen won de Congrespartij weer en vervolgens vormde ze een coalitie onder leiding van P.V. Narasimha Rao. Deze coalitie, die de volle vijf jaar vol maakte, begon met een geleidelijk proces van economische hervormingen, wat ervoor zorgde dat de Indiase economie toegankelijker werd voor buitenlandse investeringen en handel. India's binnenlandse politiek veranderde ook doordat traditionele verschillen tussen kaste, religie en etniciteit zorgden voor het ontstaan van vele kleine regionale politieke partijen. India werd echter opgeschrikt door communaal geweld tussen hindoes en moslims, na de vernieling van de Babri-moskee in Ayodhya door hindoe-activisten tijdens het Ram Janmabhoomi-conflict in 1992, en dat aan meer dan tienduizend mensen het leven kostte. De laatste maanden van de Rao-regering in het voorjaar van 1996 leden onder de gevolgen van enkele grote politieke corruptieschandalen, die ervoor zorgden dat de Congrespartij tijdens de landelijke parlementsverkiezingen van dat jaar haar slechtste verkiezingsresultaat ooit haalde.

### Tijdperk van de coalities
De Bharatiya Janata-partij (BJP) kwam tijdens de verkiezingen van 1996 als de grootste partij tevoorschijn, maar was toch niet groot genoeg om een parlementaire meerderheid bij elkaar te krijgen. Onder minister-president Atal Bihari Vajpayee hield de door de BJP geleide coalitie het maar dertien dagen vol. Omdat alle politieke partijen geen nieuwe verkiezingen wilden, werd er onder leiding van de Janata Dal een coalitie van veertien partijen gevormd, het United Front genaamd. De voormalige Chief Minister van Karnataka, H.D. Deve Gowda van Janata Dal werd de nieuwe minister-president, maar zijn regering bleef korter dan een jaar in het zadel, toen de Congrespartij in maart 1997 haar steun introk. Na een consensus onder de ondertussen zestien leden tellende coalitie, verving Inder Kumar Gujral van Janata Dal Deve Gowda als minister-president.
In november 1997 trok de Congrespartij opnieuw haar steun in voor het United Front. Nieuwe landelijke verkiezingen in februari 1998 gaven de BJP het grootste aantal parlementszetels ooit, 182 van de 545. Op 20 maart 1998 huldigde de president Vajpayee opnieuw in als minister-president van een coalitie onder leiding van de BJP. Op 11 en 13 mei zorgde deze regering voor een serie ondergrondse kernproeven. Kort daarop deed Pakistan ook enkele kernproeven. Tegen beide landen werden door de Verenigde Staten en Japan economische sancties afgekondigd.
In april 1999 viel de door de BJP geleide coalitie uit elkaar, wat resulteerde in nieuwe parlementsverkiezingen. In mei en juni van dat jaar ontdekte India dat Pakistaanse soldaten en Kasjmiri-militanten posities hadden ingenomen aan de Indiase kant van de Line of Control, de de facto grens tussen beide landen in het betwiste Jammu en Kasjmir. Dit resulteerde in de Kargil-oorlog, waardoor het vredesproces werd gesaboteerd, dat enkele maanden daarvoor was begonnen met het bezoek van minister-president Vajpayee aan Pakistan en de heropening van de buslijn van Delhi naar Lahore. Indiase troepen doodden de indringers, inclusief Pakistaanse soldaten en heroverden belangrijke grensovergangen tijdens deze oorlog die op zeer grote hoogte werd uitgevochten, zoals op de Siachengletsjer. Gedurende de oorlog ontstond er internationaal de angst dat deze oorlog zou uitlopen op een kernoorlog.
Datzelfde jaar bereikte India het inwoneraantal van 1 miljard.
Als gevolg van de populariteit van de regering, na de voor India succesvolle beëindiging van de Kargil-oorlog, slaagde de National Democratic Alliance (NDA), een nieuwe coalitie onder leiding van de BJP, erin om een meerderheid te behalen. De nieuwe regering, wederom onder leiding van Vajpayee, trad in oktober 1999 aan.

## Eenentwintigste eeuw
Het vertrouwen van de NDA-regering werd geschaad door berichten dat de veiligheidsdienst gefaald had betreffende het tijdig ontdekken van de indringers rond Kargil, wat leidde tot de Kargiloorlog, en ook door beschuldigingen aan het adres van de minister van Defensie George Fernandes, over het feit dat hij steekpenningen zou hebben aangenomen voor de aanschaf van doodskisten voor gesneuvelde militairen. Het weekblad Tehelka onthulde een, door het weekblad zelf uitgelokt corruptieschandaal waarbij enkele politici van de regering, topambtenaren van het ministerie van Defensie en leden van de legertop waren betrokken, en de CBI klaagde enkele vooraanstaande BJP-politici aan, in verband met het aansporen tot de vernieling van de Babri-moskee. In 2002 stegen de spanningen rond het Ram Janmabhoomi-conflict toen de Vishva Hindu Parishad (Wereld Hindoeraad) de regering dreigde met de wens om op de betwiste plek een religieuze ceremonie te houden. Een maand later kwamen 59 hindoe-activisten om die terugkeerden uit Ram Janmabhoomi, toen in Godhra in Gujarat een treinwagon in brand was gestoken. Dit leidde in Gujarat tot grootschalig geweld, waarbij duizenden hindoes en moslims de dood vonden. De door de BJP geleide regering van Gujarat en zijn Chief Minister Narendra Modi werden ervan beschuldigd dat ze niet voldoende hadden gedaan om te voorkomen dat hindoe-bendes moslims aanvielen.

### Manmohan Singh
In 2003 echter zorgden India's snelle economische groei, politieke stabiliteit en een vernieuwd vredesproces met Pakistan dat de regering weer populairder werd. In januari 2004 adviseerde Vajpayee vervroegde parlementsverkiezingen. De Congrespartij won echter in mei 2004 verrassend deze verkiezingen. Manmohan Singh van de Congrespartij werd daarna de nieuwe minister-president, nadat Sonia Gandhi, de weduwe van Rajiv Gandhi, de functie van minister-president afwees, om de controverse rond de vraag of haar Italiaanse afkomst een probleem zou opleveren, in de kiem te smoren. De Congrespartij formeerde een coalitie met socialisten en regionale partijen, en kreeg steun van de communistische partijen. Manmohan Singh is de eerste sikh tot nu toe die het ambt van minister-president van India vervult. Singh heeft het proces van economische liberalisering voortgezet alhoewel de absoluut noodzakelijke steun van socialisten en communisten voor zijn regering hem er van weerhield verdere privatisering door te voeren. Ook zijn er nog interne politieke problemen, zoals de opleving van de militante Naxalieten.
De Verenigde Staten en India ondertekenden in 2006 een akkoord waardoor de VS nucleaire techniek zou leveren aan India. De deal kwam de regering op veel kritiek uit binnen- en buitenland te staan. Economisch ging het India voor de wind. De armoede nam af en het gemiddelde onderwijsniveau steeg. India specialiseerde zich vooral op technologisch gebied en in de informatica.
Pratibha Patil werd in 2007 gekozen als de eerste vrouwelijke president in de geschiedenis van India. In diezelfde periode vonden verschrikkelijke grote aanslagen plaats. Zo vond er in 2007 een bomaanslag plaats op de trein die rijdt tussen de stad Lahore in Pakistan en het Indiase New Delhi. Daarbij verloren 68 mensen het leven. Een jaar later was er in Mumbai tegelijkertijd een groot aantal aanslagen en gijzelingen door een groep Pakistaanse terroristen. 
De aanslagen zorgden voor een vertraging in het vredesproces.
De Verenigde Progressieve Alliantie, waar de Congrespartij een onderdeel van is, won de parlementsverkiezingen in 2009. Daardoor kon Singh voor een tweede termijn aanblijven als president. In de jaren daarna was er veel kritiek op zijn regering, doordat verschillende leden betrokken bleken bij corruptiezaken en door stijgende voedselprijzen. India werd bij de Gemenebestspelen in 2010 als organiserend land zeer in verlegenheid gebracht. Verschillende naties vonden dat het sportersdorp veel te vies en onhygiënisch was, en daardoor niet goed bewoonbaar. Hierop besloten de delegaties van onder andere Canada, Nieuw-Zeeland en Schotland vooralsnog niet af te reizen naar India. Verder stortte er op 21 september een voetgangersbrug in, waardoor verschillende mensen gewond raakten. Ook waren er al 45 doden gevallen bij de bouw van stadions en gebouwen. Een groepsverkrachting in Delhi in 2012 plaatste het land weer slecht op de kaart. Het gevolg was wel dat er een serie wetten werd aangenomen waardoor vrouwen beter werden beschermd.

### Narendra Modi
Bij de parlementsverkiezingen van 2014 slaagde de BJP onder leiding van Narendra Modi erin om een absolute meerderheid in het parlement te vergaren. Dit was überhaupt de eerste keer dat de Congrespartij niet de grootste partij in de volksvertegenwoordiging was. 
India baarde in september van datzelfde jaar opzien met de Mangalyaan, een satelliet die in een baan om de planeet Mars werd gebracht. Daarmee werd het land de vierde mogendheid die Mars bereikte.
In 2017, en opnieuw in 2020 raakten militairen van India en China meermaals slaags. Dat gebeurde begin mei en eind augustus 2020, aan de grens tussen beide landen in de Himalaya. Er werd gevreesd voor een herhaling van de Chinees-Indiase Oorlog van 1962.
Bij de parlementsverkiezingen van 2024 (19 april-1 juni) bleef zijn partij BJP de grootste van het land, met 240 zetels, maar veel minder dan de 272 zetels nodig voor een absolute meerderheid, en ook minder dan de 303 zetels in 2019 en 282 zetels in 2014. Modi kon daarmee op 9 juni 2024 aan een derde ambtstermijn beginnen, maar voor een meerderheid moest een coalitie worden gevormd.  
Geschiedenis van:
Afghanistan · 
Armenië · 
Azerbeidzjan · 
Bahrein · 
Bangladesh · 
Bhutan · 
Brunei · 
Cambodja · 
China · 
Filipijnen · 
Georgië · 
India · 
Indonesië · 
Irak · 
Iran · 
Israël · 
Japan · 
Jemen · 
Jordanië · 
Joodse Autonome Oblast · 
Kazachstan · 
Kirgizië · 
Koeweit · 
Korea (Noord-Korea, Zuid-Korea) · 
Laos · 
Libanon · 
Maldiven · 
Maleisië · 
Mongolië · 
Myanmar · 
Nepal · 
Oezbekistan · 
Oman · 
Oost-Timor · 
Pakistan · 
Palestina · 
Qatar · 
Rusland ·  
Saoedi-Arabië · 
Siberië · 
Singapore · 
Sri Lanka · 
Syrië · 
Tadzjikistan · 
Taiwan · 
Thailand · 
Tibet · 
Toeva · 
Turkije · 
Turkmenistan · 
Verenigde Arabische Emiraten · 
Vietnam · 
Xinjiang
Midden-Oosten · Centraal-Azië · Zuid-Azië